# Cork
Cork (irsko Corcaigh) je mesto v grofiji County Cork, Irska in je njena prestolnica ter upravno središče. Je drugo največje mesto te države in je bilo v 6. stoletju samostansko mesto, ki ga je ustanovil Sveti Finbarr. Središče Corka je obdano z dvema rečnima kanaloma reke Lee.

## Zgodovina
Cork je bil prvotno samostanska naselbina, ki jo je v 6. stoletju ustanovil Sveti Finbarr. Cork je postal urbano urejen med leti 915 in 922, ko so priseljenci Norsemani (Vikingi) ustanovili trgovsko pristanišče. Cork naj bi bil tako kot Dublin pomembno trgovsko središče v svetovni skandinavski trgovski mreži. Vzdolž Vikinškega pristanišča je stalo cerkveno naselje. Mesti sta imeli nekakšno sožitje; Norsemeni so cerkveno naselje oskrbovali z neprecenljivim trgovskim blagom za samostan ter tudi za vojaško oskrbo. Mestno listino je Corku leta 1185 podelil knez Janez, irski lord. Mesto je nekoč bilo popolnoma obkroženo z mestnim obzidjem katerega so nekateri odseki vidni še danes. Večji del srednjega veka je Cork ostal angleška izpostava sredi pretežno sovražne gelske pokrajine in odrezan od angleške vlade. V občinski vladi je prevladovalo približno 12-15 trgovskih družin, katerih bogastvo je prišlo iz čezmorske trgovine s celinsko Evropo - zlasti izvoza volne in kož ter uvoza soli, železa in vina. V srednjeveškem Corku je živelo približno 2.100 ljudi. Leta 1349 je mesto utrpelo hud udarec, ko je skoraj polovica mestnih ljudi umrlo zaradi kuge. Leta 1491 je bil Cork udeležen v angleški državljanski vojni imenovani Vojna dveh rož (1455 - 1485). V mesto je prišel Perkin Warbeck in poskušal pridobiti podporo za načrt, s katerim bi strmoglavili angleškega kralja Henry VII. Takratni župan Corka in nekaj pomembnih meščanov je z Warbeckom odšlo v Anglijo, a ko je bil upor zatrt, so bili vsi ujeti in usmrčeni. Mesto župana Corka je bilo ustanovljeno s kraljevim zakonom leta 1318, naslov pa je bil spremenjen v Lord Mayorja leta 1900 ob obisku kraljice Viktorije v mestu. Od devetnajstega stoletja je bil Cork irsko nacionalistično mesto, ki je podpiralo Irsko domovino in irsko parlamentarno stranko, vendar se je od leta 1910 močno zavzemalo za disidentsko stranko Vilijem O'Briena za All-for-Ireland. V vojni za neodvisnost, v dogodku, znanem kot »Burning of Cork«, je središče Corka požgala britanska paravojaška skupina Black and Tans. 

## Gospodarstvo
Trgovina na drobno v mestu vključuje mešanico sodobnih nakupovalnih centrov in družinskih lokalnih trgovin. Prodajni centri se nahajajo v več predmestjih, med njimi Blackpool, Ballincollig, Douglas, Ballyvolane, Cape Town, Wilton in nakupovalni center Mahon Point. Glavna nakupovalna ulica v Corku je St. Patrick's in je najdražja ulica v državi po Dublinovi ulici Grafton. Druge nakupovalne površine v središču mesta so Oliver Plunkett St. in Grand Parade. Cork je dom nekaterih vodilnih veleblagovnic v državi kot sta Dunnes Stores in nekdanji Roches Stores. Cork je tudi središče industrije v pokrajini. Tu imajo obrate velika farmacevtska podjetja med njimi Pfizer Inc., Johnson & Johnson in švicarsko podjetje Novartis. Morda je najbolj znan izdelek farmacevtske industrije Cork Viagra. Cork je tudi evropski sedež Apple Inc., kjer je več kot 3.000 zaposlenih vključenih v proizvodnjo, raziskave in razvoj ter podporo strankam. Pomembna delodajalca sta tudi Logitech in EMC. V mestu je tudi pivovarna Heineken, ki proizvaja Murphy's Irish Stout ter bližnji pivovarni Beamish in Crawford (ki jo je leta 2008 prevzel Heineken). V tovarni Ferrero se proizvaja 45% svetovnih sladic Tic Tac. Globoko pristanišče Cork omogoča vstop velikih ladij. Letališče Cork omogoča enostaven dostop do celinske Evrope, železniška postaja Cork Kent v središču mesta pa zagotavlja dobre železniške povezave za domačo trgovino.

## Znamenitosti
Cork ima arhitekturno pomembne zgradbe, ki izhajajo vse od srednjega veka do modernega časa. Edini pomemben ostanek srednjeveškega obdobja je Rdeča opatija (Red Abbey). V mestu sta dve katedrali; Katedrala sv. Marije (St. Mary's Cathedral) in katedrala sv. Fin Barra (Saint Fin Barre's Cathedral). Katedrala sv. Marije, ki se pogosto imenuje Severna katedrala, je katoliška katedrala, katere gradnja se je začela leta 1808, njen značilen stolp pa je bil zgrajen leta 1860. Katedrala St. Fin Barra služi Irski cerkvi (anglikanski). Zgrajena je na temeljih starejše katedrale. Delo se je začelo leta 1862 in končalo leta 1879 pod vodstvom arhitekta Williama Burgesa.
Glavna mestna ulica je ulica sv. Patrika (St. Patrick's Street), ki je bila preurejena sredi dvajsetega stoletja. Znana je po arhitekturi svojih stavb, je primerna za pešačenje ter je tudi glavna nakupovalna ulica v mestu. Na severnem koncu dominira znamenit kip očeta Mathewa (Father Mathew). Razlog za njeno ukrivljeno obliko je, da je bil tu prvotno kanal reke Lee. Na ulici Oliver Plunkett se s svojo apnenčasto fasado nahaja glavni poštni urad (General Post Office), ki stoji na mestu Kraljevega gledališča in je bil zgrajen leta 1760, leta 1840 pa požgan. Angleški lastnik cirkusa Pablo Fanque je leta 1850 obnovil amfiteater, leta 1877 pa je bil preoblikovan v gledališče in nato v sedanji poštni urad. Grand Parade je avenija in drevored kjer domujejo številne pisarne, trgovine in finančne ustanove. Staro finančno središče pa je ulica South Mall Street, kjer se nahaja več bank, katerih notranjost izhaja iz 19. stoletja. Ena izmed njih je  Allied Irish Bank, ki je bila nekoč menjalnica. 
Večina mestnih zgradb je v jurijanskem slogu, čeprav so med njimi številni primeri sodobnih stavb, kot je stolp County Hall, ki je bil nekoč najvišja stavba na Irskem, dokler ga ni nadomestila druga stavba v Corku, stavba Elysian. Pred stavbo County Hall je skulptura dveh moških, lokalno znanih kot »Cha and Miah«. Nasproti Country Halla na drugi strani reke se nahaja najdaljša stavba na Irskem. Psihiatrična bolnišnica Our Lady's Psychiatric Hospital je bila zgrajena v viktorijanskem času. Zdaj je delno obnovljena in preurejena v stanovanjski kompleks imenovan Atkins Hall, po arhitektu Williamu Atkinsu.
Najbolj znana zgradba v Corku je cerkveni stolp Shandon (Church Tower of Shandon), ki dominira v severnem delu mesta ter velja za simbol mesta. Severna in vzhodna stran sta zgrajeni iz rdečega peščenjaka, zahodna in južna stran pa sta prevlečeni s prevladujočim kamnom v regiji, belim apnencem. Na vrhu sedi vremenska lopatica v obliki 11-metrskega lososa. Druga znamenitost v Shandonu je Skiddy's Almshouse, ki je bila zgrajena v 18. stoletju kot dom najrevnejšim v mestu. Mestna hiša v Corku, ki je še ena pomembna zgradba iz apnenca, je zamenjala prejšnjo, ki so jo med vojno za neodvisnost v dogodku, imenovanem »Burning of Cork«, uničili Black and Tans (britanska posebna enota vojske).  
Druge pomembne zgradbe v mestu so še trdnjava Elizabeth Elizabeth Fort, operna hiša Cork Opera House, cerkev Christ Church na ulici South Main Street (zdaj Triskel Arts) in dominikanska cerkev St. Mary's Dominican Church na ulici Popes Quay. Druge priljubljene turistične znamenitosti so še Univerzitetni kolidž v Corku, skozi kampus katerega teče reka Lee, ženski zapor Women's Gaol na ulici Sunday's Well in angleški trg English Market. Ta pokrit trg sega v leto 1610, sedanja zgradba pa v leto 1786. 
Parki in zabavni prostori vključujejo park Fitzgerald's Park v zahodnem delu mesta, kjer se nahaja tudi muzej Cork Public Museum, ribiško jezero znano kot The Lough, škofovski park Bishop Lucey Park, ki se nahaja v središču mesta in vsebuje del starega mestnega obzidja ter marina in ribnik Marina and Atlantic Pond, ki ga uporabljajo za jogging, tekači in veslači.              
Do aprila 2009 sta bili v mestu tudi dve veliki komercialni pivovarni. Beamish and Crawford na ulici South Main Street je zaprla vrata aprila 2009 in prenesla proizvodnjo v pivovarno Murphy's Well na ulici Lady's Well. Ta pivovarna proizvaja tudi pivo Heineken za irski trg. Obstaja tudi pivovarna Franciscan Well, ki je začela kot samostojna pivovarna leta 1998, vendar jo je že kupila skupina Coors.